# Lidar

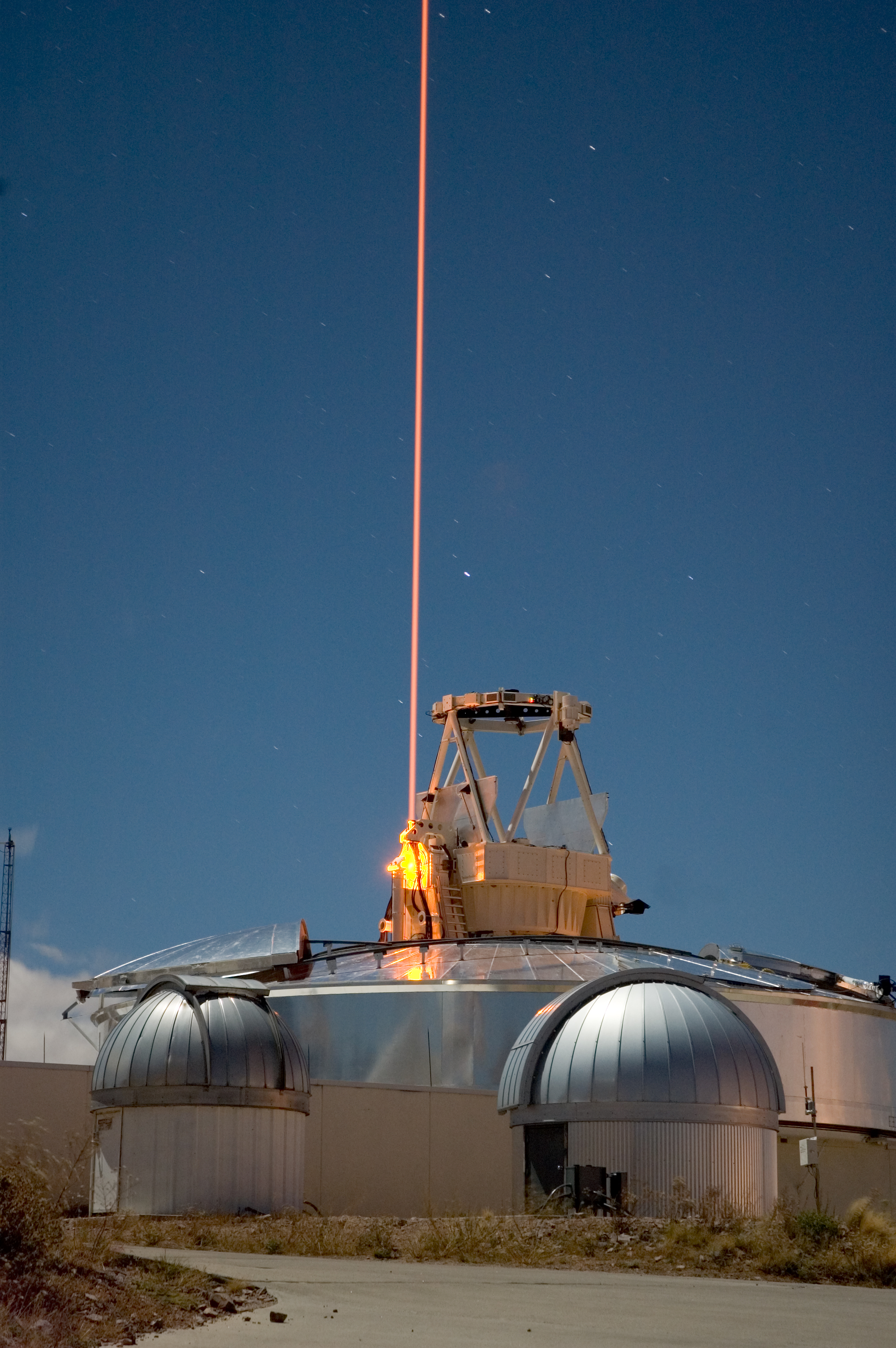
Lidar znajdujący się w ośrodku Starfire Optical Range

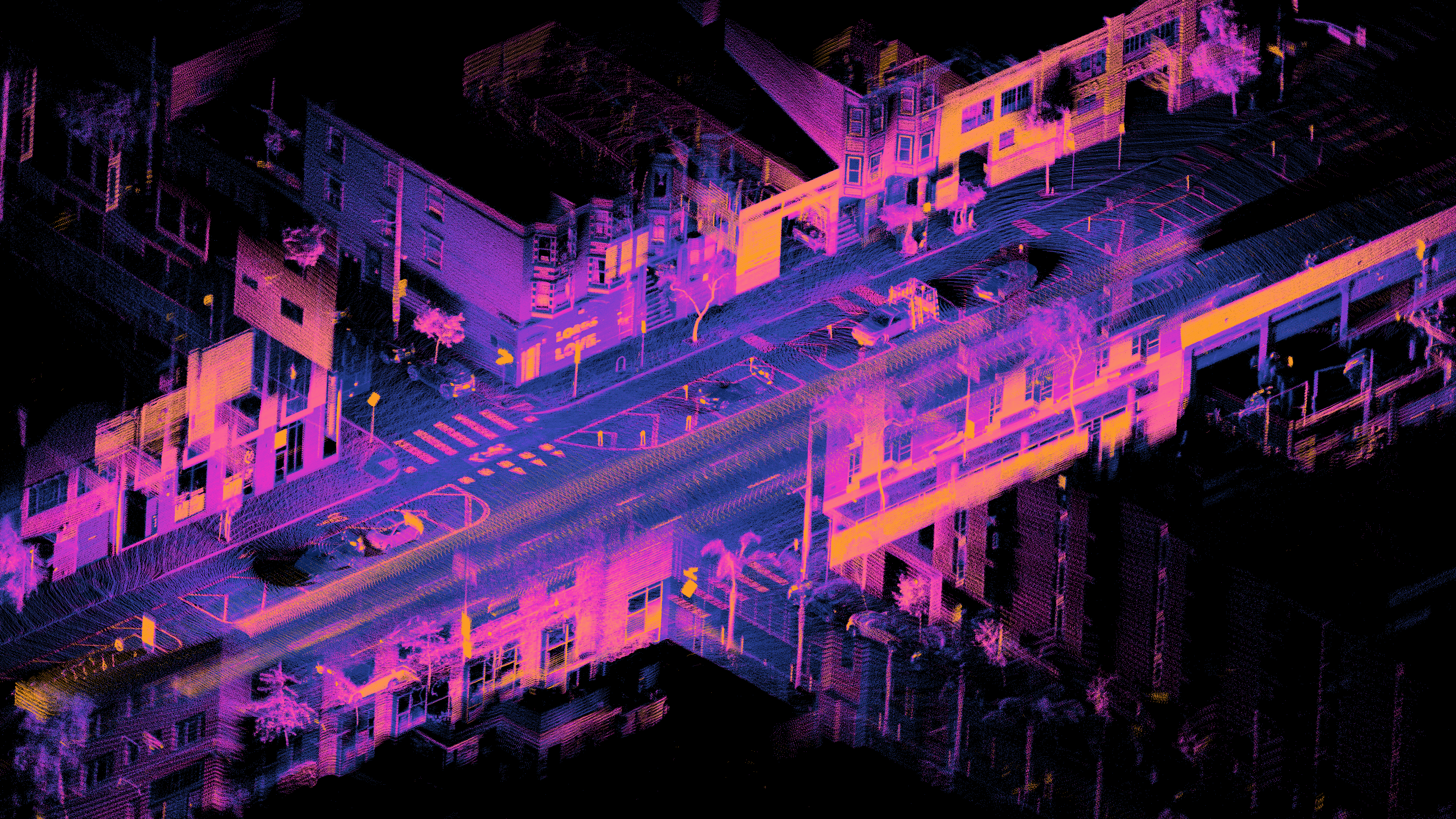
Rzutowanie ortograficzne zarejestrowanej chmury punktów uchwyconej w ciągu 18 sekund za pomocą lidara Ouster OS1 zamontowanego na poruszającym się samochodzie. W tym czasie lidar wyprodukował około 23 miliony punktów. Punkty są rejestrowane w czasie rzeczywistym, podczas gdy trajektoria pojazdu jest szacowana przy użyciu algorytmu jednoczesnej lokalizacji i mapowania

Lidar (od angielskiego akronimu LIDAR, utworzonego od wyrażenia: Light Detection and Ranging) – metoda pomiaru odległości poprzez oświetlanie celu światłem laserowym i pomiar odbicia za pomocą czujnika. Różnice w czasie powrotu wiązki lasera oraz zmiana długości fali mogą być następnie wykorzystane do tworzenia trójwymiarowego modelu. 

## Ogólna zasada działania
Lidar jest połączeniem lasera z teleskopem. Laser wysyła poprzez specjalny układ optyczny bardzo krótkie i dokładnie odmierzone, ale silne impulsy światła o konkretnej długości fali i w określonym kierunku. Światło to ulega po drodze rozproszeniu, które jest obserwowane za pomocą teleskopu, znajdującego się w tym samym urządzeniu, a następnie rejestrowane za pomocą czułego detektora – fotodiody lub fotopowielacza, a także kamer CCD i CMOS – który bada natężenie zaobserwowanego rozproszonego światła. Otrzymane dane są następnie analizowane komputerowo.
W lidarze stosowane są m.in.: impulsowy laser ekscimerowy, laser azotowy, laser barwnikowy oraz YAG:Nd.
Fotogrametria wykorzystuje lidar do skanowania terenu z samolotu, satelity lub drona. W trakcie przelotu rejestruje się prostokątny pas terenu w płaszczyźnie poprzecznej do kierunku lotu.
Wyznaczanie powierzchni terenu wykonuje się z samolotu o znanej pozycji, wyznaczonej przez GPS i INS (Inertial Navigation System). Stosuje się dwa rodzaje systemów laserowych:
- Laser impulsowy (dużo częściej wykorzystywany), w którym do obliczenia odległości mierzony jest czas pomiędzy wysłaniem a odbiorem impulsu laserowego. Kolejny impuls jest wysyłany po odbiorze poprzedniego.
- Laser CW (continuous wave) o ciągłej emisji światła, w których mierzone są różnice faz pomiędzy impulsem wysłanym i odbieranym.

## Cechy lidaru
Wśród zalet lidaru dla tworzenia numerycznego modelu terenu można wyróżnić:
- niezależność od warunków oświetlenia;
- znaczną niezależność od pogody z wyjątkiem mgły i dużego zachmurzenia;
- wysoką dokładność 0,15–0,25 m;
- krótki czas opracowania danych i niewysoki koszt.

Wśród wad natomiast:
- pochłanianie impulsów laserowych przez chmury, mgłę, wodę, asfalt i smołę;
- dużą objętość zbiorów danych.

Pochłanianie i rozpraszanie fal lidaru przez aerozole atmosferyczne jest z kolei zaletą z punktu widzenia meteorologii.

## Zastosowania

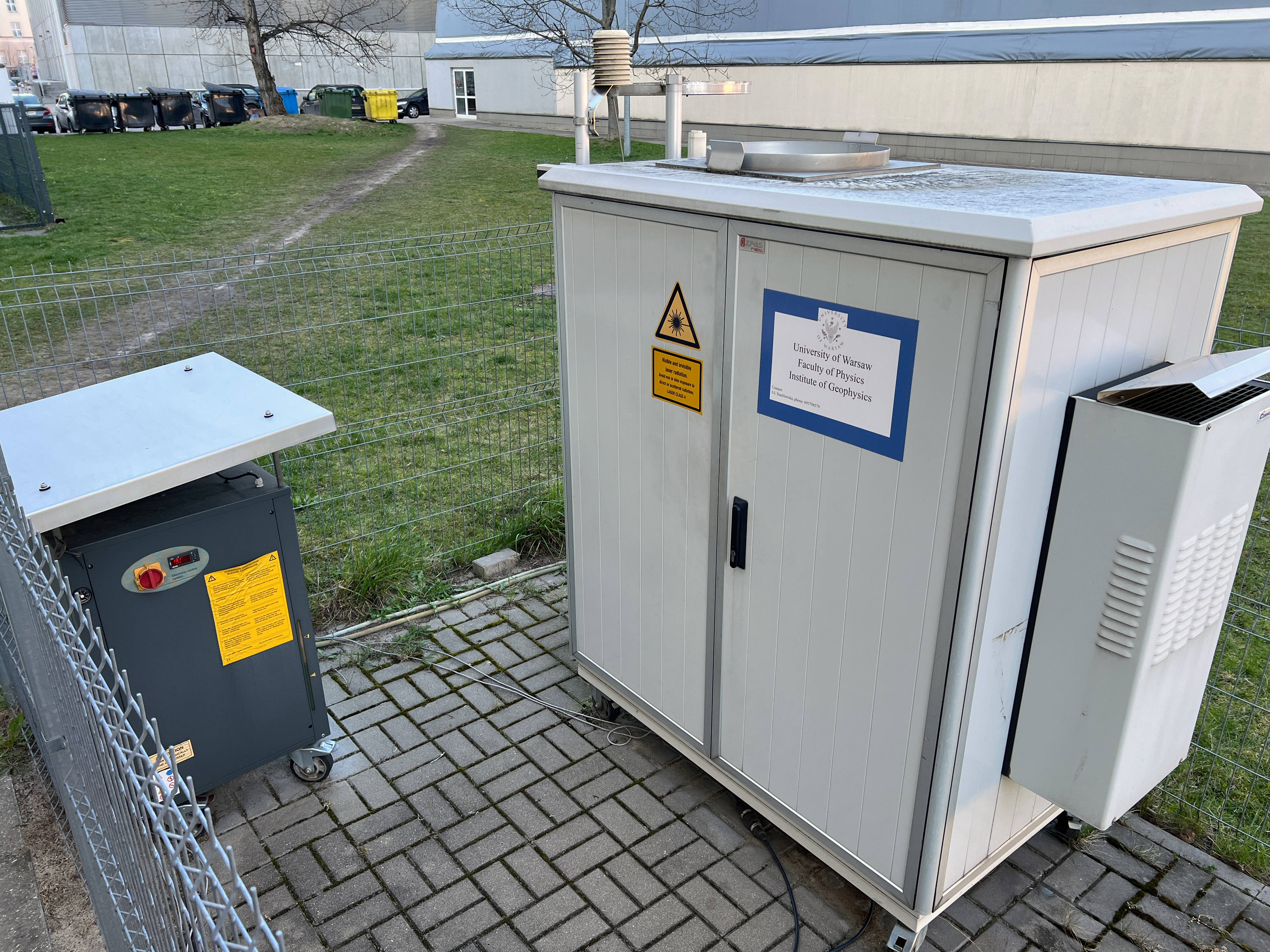
Lidar Instytutu Geofizyki UW w Warszawie

W meteorologii lidar służy do badania składników i rozkładu przestrzennego chmur, wyznaczania przejrzystości, wilgotności i gęstości powietrza, badania koncentracji zanieczyszczeń w atmosferze i detekcji bądź teledetekcji ich składu, wykrywania obszarów o odmiennej temperaturze, pomiaru ruchów powietrza na dużych odległościach oraz obserwacji aerozoli.
W archeologii lidar wykorzystywany jest do bezinwazyjnego wyszukiwania i weryfikacji stanowisk i obiektów archeologicznych. Pozwala m.in. wykrywać obiekty na terenach zalesionych, niewidocznych pod pokrywą roślinności.
Skaning laserowy jest także jedną z najnowocześniejszych technik pozyskiwania danych dla numerycznego modelu terenu. Wśród jego zastosowań można wymienić:
- projektowanie przebiegu tras drogowych, kolejowych, rurociągów;
- rejestracja linii wysokiego napięcia i wykrywanie kolizji z koronami drzew;
- generowanie numerycznego modelu pokrycia terenu dla terenów leśnych (planowanie dróg, systemów odwadniających);
- mapy powodziowe;
- generowanie numerycznego modelu pokrycia terenu dla terenów zabudowanych, generowanie modeli 3D dla miast (planowanie położenia anten, rozprzestrzenianie się hałasu i zanieczyszczeń);
- rejestracja i ocena zniszczeń po katastrofach: huragany, trzęsienia ziemi, powodzie;
- pomiar powierzchni zaśnieżonych i pokrytych lodem, monitorowanie lodowców;
- pomiar terenów podmokłych;
- pomiar mas ziemnych (hałdy, wysypiska śmieci);
- pozyskiwanie parametrów roślinności: wysokość drzew, średnica koron, gęstość zalesienia, określenie biomasy, granic lasów;
- pomiary hydrograficzne do głębokości 70 m;
- wykrywanie i weryfikacja stanowisk i obiektów archeologicznych.